# Ariana Sánchez Fallada
Ariana Sánchez Fallada, més coneguda com a Ari Sánchez, (Reus, 19 de juliol de 1997) és una jugadora de pàdel catalana que ocupa la 2a posició en el rànquing World Padel Tour. La seva parella esportiva és Paula Josemaría.

## Carrera esportiva
El 2016 va començar la seva eclosió en el World Padel Tour, any en el qual va jugar amb Tamara Icardo des de principi de temporada fins a mitjan temporada, quan, de nou, Marta Ortega es va convertir en la seva nova parella esportiva, aquesta vegada de manera professional.
Durant la temporada van ser una de les parelles més dures de vèncer del circuit, però no van aconseguir tornar a trepitjar una final fins al Master Final, on van caure derrotades davant Mapi i Maco Sánchez Alayeto per 7-5 i 7-5.
A final de temporada es van separar com a parella, convertint-se Alejandra Salazar en la seva nova companya esportiva pel 2019. Al costat d'Alejandra Salazar va aconseguir cinc títols del World Padel Tour en 2019, convertint-se, ambdues, en la segona millor parella del rànquing, per darrere de la formada per Marta Marrero i Marta Ortega.

## Palmarès
- Campiona del WPT Santander Open 2017[6]
- Campiona Catalunya Equips 1ª cat. 2018. Amb el Reial Club de Polo de Barcelona[7]
- Campiona d'Espanya per equips de 1ª absolut 2018. Amb el Reial Club de Polo de Barcelona[8]